# Hans van den Doel (VVD)
Hans van den Doel (Alkmaar, 18 januari 1955 – Andijk, 22 september 2010) was een Nederlands politicus. Hij was lid van de VVD en was van 2009 tot kort voor zijn dood in 2010 burgemeester van de gemeente Anna Paulowna.
Voor hij burgemeester werd, was Van den Doel werkzaam bij het Openbaar Ministerie in Zwolle. Tevens was hij van 1998 tot 2009 gemeenteraadslid in Andijk, met een onderbreking in 2005, toen hij wethouder en locoburgemeester was in dezelfde gemeente.
Per 1 juni 2009 werd Van den Doel benoemd tot burgemeester van Anna Paulowna. Hij overleed op 55-jarige leeftijd aan de gevolgen van alvleesklierkanker.